# Ermita de San Antonio (Vall de Uxó)
La ermita de San Antonio Abad, situada en la partida de San Antonio, a 214 metros de altitud sobre un pequeño cerro que se haya frente al municipio de Vall de Uxó (comarca de la Plana Baja), a 1 kilómetro aproximadamente de distancia del núcleo poblacional, y junto a la colonia residencial del mismo nombre; es un templo católico catalogado como Bien de Relevancia Local, según la Disposición Adicional Quinta de la Ley 5/2007, de 9 de febrero, de la Generalitat, de modificación de la Ley 4/1998, de 11 de junio, del Patrimonio Cultural Valenciano (DOCV Núm. 5.449 / 13/02/2007); con número de identificación 12.06.126-014.

## Descripción histórico artística
El templo, datado de finales del siglo XVII y principios del XVIII, está bajo la advocación tanto de San Antonio Abad como de Santa Bárbara.
Se trata de un pequeño templo de gran sencillez y carácter rústico. Su acceso se realiza a través de una escalera y pese a ser un edificio exento, tiene adosado a su lateral izquierdo un recinto edificado más recientemente, destinado a la acogida de visitantes y peregrinos, con cubierta a una sola vertiente.
Por su parte, el recinto sagrado presenta cubierta con tejas a dos aguas y una fachada es rectangular, que está rematada con amplia espadaña barroca con campana y cruz. La puerta es adintelada, enmarcada por dovelas irregulares y sobre ella destaca como elemento decorativo, un retablo cerámico con imagen del santo, con la leyenda: Ermita de San Antonio. Restaurada el 17-1-1972.
El interior es rectangular, con poyo corrido a lo largo de las paredes de mampostería. Sólo tiene un altar en el que se encuentra la imagen del titular.

## Fiestas
La festividad de San Antonio Abad, patrón de los animales, se celebra en Vall de Uxó el domingo más próximo al 17 de enero (festividad del Santo), con animada romería que parte de la  Ermita de la Sagrada Familia con la imagen de santo llevada a hombros. Tras escuchar Misa en la ermita, se almuerza en los alrededores.